# فینال جام حذفی فوتبال انگلستان ۱۹۹۲
فینال جام حذفی فوتبال انگلستان ۱۹۹۲، رقابت پایانی جام حذفی فوتبال انگلستان در سال ۱۹۹۲ میلادی است که مابین دو تیم باشگاه فوتبال لیورپول و باشگاه فوتبال ساندرلند در ورزشگاه ومبلی لندن برگزار شده‌است.
این مسابقه که در تاریخ ۹ مه ۱۹۹۲ انجام شده‌است با نتیجه ۲ بر ۰ به سود تیم باشگاه فوتبال لیورپول به پایان رسید.